# Wanda Treumann

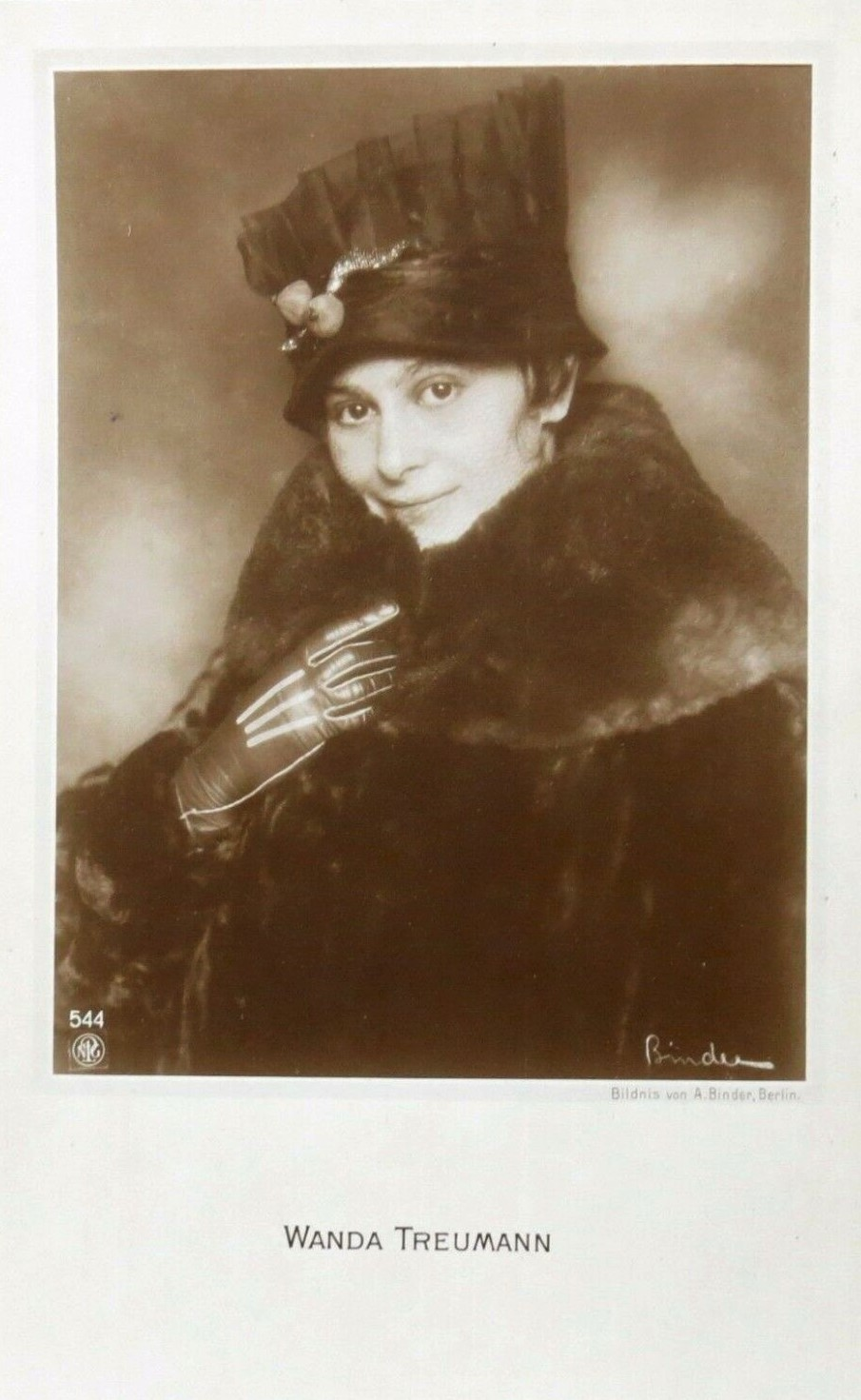
Wanda Treumann auf einer Fotografie von Alexander Binder

Wanda Treumann (* 17. November 1883 als Wanda Reich in Loslau, Kreis Rybnik, Provinz Schlesien; † 29. April 1963 in Melbourne, Australien) war eine deutsche Schauspielerin und Filmproduzentin.

## Leben
Geboren im oberschlesischen Loslau, heiratete Wanda Reich 1903 in ihrer Geburtsstadt Karl Treumann. Mit ihm kam sie zunächst nach Leipzig und dann nach Berlin und erhielt dort Schauspielunterricht an Emanuel Reichers Theaterschule. 1910 gab sie ihr Debüt am Trianon-Theater, weitere Bühnenstationen waren das Neue Theater und das Königgrätzer Theater. Bei einem Auftritt am Berliner Lustspielhaus wurde sie von dem dänischen Schauspieler und Filmpionier Viggo Larsen entdeckt.
Larsen brachte sie zum Film, wo sie mehrere Jahre seine Partnerin war. Zusammen mit Larsen und ihrem Ehemann gründete sie 1912 die „Treumann Larsen Film GmbH“. Als Schauspielerin wirkte sie in mindestens 30 Filmen mit, als Produzentin zeichnete sie sogar für über 80 Filme verantwortlich, von denen viele jedoch sehr kurz waren.

Nachdem sie sich 1922 aus dem Filmgeschäft zurückgezogen hatte, war sie noch eine Zeit lang in Theaterstücken zu sehen (etwa 1929 in Ein Geschlecht), ohne aber die Breitenwirkung früherer Jahre zu erreichen. Nach dem Tod Karl Treumanns 1927 heiratete sie 1932 den Verlagsinhaber Hans Brenner, von dem sie 1937 wieder geschieden wurde. Anfang 1938 emigrierte die Jüdin Wanda Treumann mit ihrem Sohn Herbert Treumann an Bord der SS Esquilino über Port Said und Fremantle nach Melbourne. 1958 meldete die Zeitschrift der Association of Jewish Refugees:

„Wanda Treumann, star of the silent films, will celebrate her 75th birthday on November 17th in Melbourne, Australia.“

„Wanda Treumann, Stummfilm-Star, wird am 17. November in Melbourne, Australien, ihren 75. Geburtstag feiern.“

Sie starb 1963 in Melbourne und wurde im jüdischen Sektor des dortigen Fawkner Memorial Park beigesetzt.

## Filmografie
- 1910: Entsühnt (Darstellerin)
- 1910: Welke Rosen (Darstellerin)
- 1910: Die Pulvermühle (Darstellerin)
- 1911: Die Geliebte des Chinesen (Darstellerin)
- 1911: Vergebens (Darstellerin)
- 1911: Komtesse und Diener (Darstellerin)
- 1911: Opfer der Untreue (Darstellerin)
- 1911: Madame Potiphar (Darstellerin)
- 1911: Ihr Jugendfreund (Darstellerin)
- 1911: Die weiße Sklavin, 3. Teil (Darstellerin)
- 1912: Der Eid des Stephan Huller, zwei Teile (Darstellerin)
- 1912: Die Abenteuer von Lady Glane (Darstellerin)
- 1913: Ein Schwur / Du sollst nicht schwören (Produzentin)
- 1913: Das Kriegslied der Rheinarmee / Die Wacht am Rhein (Darstellerin, Produzentin)
- 1913: Wir lassen uns scheiden (Darstellerin, Produzentin)
- 1913: Motiv unbekannt. Das Drama einer Ehe (Produzentin)
- 1913: Frida (Produzentin)
- 1913: Der Zirkusteufel (Produzentin)
- 1913: Freiheit oder Tod (Darstellerin)
- 1913: Die Sumpfblume (Darstellerin, Produzentin)
- 1914: Büßer der Schuld (Produzentin)
- 1914: Das Geheimnis der M-Strahlen (Produzentin)
- 1914: Wie Axel ein Kostüm bekam (Produzentin)
- 1914: Paragraph 80, Absatz II. (Produzentin)
- 1914: Axels Schwiegermutter ist todkrank (Produzentin)
- 1914: Axel holt einen Sekretär ab (Produzentin)
- 1914: Maison Fifi / Fifi, der Liebling der ganzen Garnison (Produzentin)
- 1914: Die Ahnfrau (Produzentin)
- 1915: Das Eiserne und das Rote Kreuz (Produzentin)
- 1915: Sklaven der Pflicht (Produzentin)
- 1915: Scheven contra Fechtenberg (Produzentin)
- 1915: Karlas Tante (Produzentin)
- 1915: Geschwister Lorris / Die drei Lorris (Produzentin)
- 1915: Der Erbe von Walkerau (Produzentin)
- 1915: Der Tag der Vergeltung (Produzentin)
- 1916: Das Panterkätzchen (Produzentin)
- 1916: Das Geschenk der Norne (Produzentin)
- 1916: Der Konkneipant (Produzentin)
- 1916: Vampirette (Darstellerin)
- 1916: Der Traum vom Glück (Produzentin)
- 1916: Die Wäscher-Resl (Produzentin)
- 1916: Die Bachantin (Produzentin)
- 1917: Die Erzkokette (Produzentin)
- 1917: Die nicht lieben dürfen (Produzentin)
- 1917: Das Opfer der Yella Rogesius (Darstellerin, Produzentin)
- 1917: Und er lebt doch (Produzentin)
- 1917: Teufelchen (Produzentin)
- 1917: Lache Bajazzo (Produzentin)
- 1917: Ihr laßt den Armen schuldig werden (Produzentin)
- 1917: Die Landpomeranze (Produzentin)
- 1917: Gräfin Maruschka (Produzentin)
- 1917: Fräulein Julchen (Produzentin)
- 1917: Los vom Mann! (Darstellerin)
- 1918: Der Dieb (Darstellerin, Produzentin)
- 1918: Eine Unglückliche (Produzentin)
- 1918: Die Augen der Schwester (Produzentin)
- 1918: Erste Liebe (Produzentin)
- 1918: Das Glück im Eulenhof (Produzentin)
- 1918: Der Erbe von Skialdingsholm (Produzentin)
- 1918: Das Musikantenmädel (Produzentin)
- 1918: Du sollst nicht töten (Produzentin)
- 1918: Die Prinzessin von Montecuculi (Produzentin)
- 1918: Helga (Produzentin)
- 1918: Ihr Junge (Produzentin)
- 1918: Und es kam, wie es kommen mußte (Produzentin)
- 1918: Zaungast des Lebens (Produzentin)
- 1918: Zu Dir gehöre ich (Produzentin)
- 1918: Wanda's Trick (Hauptdarstellerin, Produzentin)
- 1918: Der nicht vom Weibe Geborene (Produzentin)
- 1918: Die Filmkathi (Produzentin)
- 1918: Im Schloß am See (Produzentin)
- 1918: Elly und Nelly (Produzentin)
- 1919: Frech gewagt ist halb gewonnen (Produzentin)
- 1919: Liebe, die sich frei verschenkt (Produzentin)
- 1919: Gezeichnete Mädchen (Darstellerin, Produzentin)
- 1919: Das Geheimnis des Schafotts (Darstellerin, Produzentin)
- 1919: Das Geheimnis der Wera Boranska (Darstellerin, Produzentin)
- 1919: Die da sterben, wenn sie lieben (Produzentin)
- 1919: Der violette Tod (Produzentin)
- 1919: Das Hexenlied (Darstellerin, Produzentin)
- 1919: Eine Nacht, gelebt im Paradiese / Eine Nacht im Paradiese (Darstellerin, Produzentin)
- 1919: Salome (Darstellerin, Produzentin)
- 1920: Das Land der Verheißung (Produzentin)
- 1920: Oberst Chabert (Produzentin)
- 1920: Der Kelch der Keuschheit (Produzentin)
- 1920: Seelen im Sumpf (Produzentin)
- 1920: Der wird geheiratet (Produzentin)
- 1920: Ninon de l'Enclos (Produzentin)
- 1920: Die Schmugglerin (Produzentin)
- 1921: Moderne Frauen oder: Der Dieb (Produzentin)
- 1921: Die Frau mit den zehn Masken. 1. Begebenheit – Das Grab ohne Toten! (Produzentin)
- 1921: Die Frau mit den 10 Masken. 2. Begebenheit: Der Schatten des Gehenkten (Produzentin)
- 1921: Die Frau im Tunnel (Produzentin)
- 1922: Die Frau mit den 10 Masken. 3. Begebenheit: Tote, die leben (Produzentin)
- 1922: Die Frau mit den 10 Masken. 4. Begebenheit: Das Haus der Verrufenen (Produzentin)
- 1922: Greuel der Finsternis (Produzentin)
- 1922: Der Schrei aus der Tiefe (Produzentin)
- 1922: Die tugendhafte Tänzerin (Darstellerin)